# Fukuiraptor
Fukuiraptor kitadaniensis
Genre
Espèce
Fukuiraptor est un genre fossile de dinosaures théropodes appartenant aux Megaraptora. Ce théropode de taille moyenne vivait au Japon durant la période du Crétacé inférieur.

## Datation

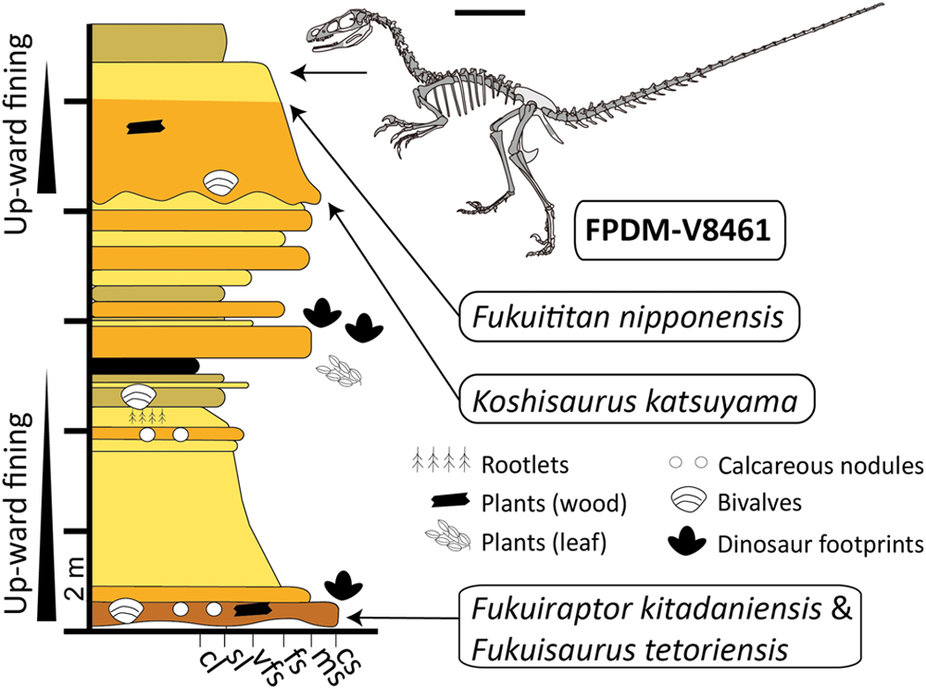
Stratigraphie de la carrière des dinosaures de Kitadani dans la formation de Kitadani avec la position des fossiles de Fukuisaurus tetoriensis et de Fukuiraptor kitadaniensis trouvés dans la même strate, et la silhouette du squelette du spécimen FPDM-V8461 (Fukuivenator paradoxus) découvert au sommet de la carrière.

Il vivait au Barrémien (Crétacé inférieur) il y a environ entre 127 millions d'années.

## Description
L'espèce type et seule espèce, Fukuiraptor kitadaniensis, est connue par le squelette d'un individu d'environ 4,20 mètres de long pour 2 mètres de haut. On pense qu'il n'avait pas encore atteint sa taille définitive : un adulte pourrait être encore plus grand. Mais les autres individus trouvés dans la même localité sont tous des jeunes qui étaient plus petits que l'holotype, le plus petit ayant une taille inférieure au quart de celle de l'holotype.

## Étymologie
Le nom du genre Fukuiraptor de Fukui, qui fait référence à la préfecture de Fukui, région où ce dinosaure a été découvert, complété de Raptor qui signifie voleur.
Le nom spécifique, composé de kitadani et du suffixe latin -ensis, « qui vit dans, qui habite », lui a été donné en référence au lieu de sa découverte, la formation de Kitadani.

## Classification
Fukuiraptor a d'abord été classé parmi les dromaeosauridés mais une nouvelle étude l'a rapproché du genre Allosaurus, dans la famille des Allosauridae. 
En 2010, lors de l'érection de la famille des Neovenatoridae, Fukuiraptor a été intégré à cette famille par Roger Benson, Paul Carrano et Steve Brusatte. Leur cladogramme le positionne très proche des genres australiens Australovenator et Rapator comme un néovénatoridé mégaraptorien :
|  | Australovenator |
|  |                 |
|  | ? Rapator       |
|  |                 |
|  | Fukuiraptor     |
|  |                 |

|  | Aerosteon  |
|  |            |
|  | Megaraptor |
|  |            |

|  | Australovenator |
|  |                 |
|  | ? Rapator       |
|  |                 |
|  | Fukuiraptor     |
|  |                 |

|  | Aerosteon  |
|  |            |
|  | Megaraptor |
|  |            |

|  | Australovenator |
|  |                 |
|  | ? Rapator       |
|  |                 |
|  | Fukuiraptor     |
|  |                 |

|  | Aerosteon  |
|  |            |
|  | Megaraptor |
|  |            |

|  | Australovenator |
|  |                 |
|  | ? Rapator       |
|  |                 |
|  | Fukuiraptor     |
|  |                 |

|  | Aerosteon  |
|  |            |
|  | Megaraptor |
|  |            |

|  | Australovenator |
|  |                 |
|  | ? Rapator       |
|  |                 |
|  | Fukuiraptor     |
|  |                 |

|  | Aerosteon  |
|  |            |
|  | Megaraptor |
|  |            |

|  | Australovenator |
|  |                 |
|  | ? Rapator       |
|  |                 |
|  | Fukuiraptor     |
|  |                 |

|  | Aerosteon  |
|  |            |
|  | Megaraptor |
|  |            |

|  | Australovenator |
|  |                 |
|  | ? Rapator       |
|  |                 |
|  | Fukuiraptor     |
|  |                 |

|  | Aerosteon  |
|  |            |
|  | Megaraptor |
|  |            |

|  | Australovenator |
|  |                 |
|  | ? Rapator       |
|  |                 |
|  | Fukuiraptor     |
|  |                 |

|  | Aerosteon  |
|  |            |
|  | Megaraptor |
|  |            |

En 2012, une autre analyse a proposé que tous les Megaraptora soient en fait des tyrannosauroidés, ce qui ferait du Fukuiraptor un coelurosaure tyrannosauroidé. Le spécimen type a causé une certaine confusion lors de sa découverte car la griffe de sa main a été prise pour la griffe de tueur du pied d'un dromaeosaure. Il est maintenant considéré comme un membre basal de la super-famille des Allosauroidea, peut-être proche des allosaures australiens à moins qu'il ne s'agisse de la même espèce.
Cependant, il a été admis fin 2018 dans deux études que les Megaraptora (dont Fukuiraptor) étaient en réalité des Coelurosauria basaux ,.